# Wicked (2024)
Wicked (ook gekend als Wicked: Part One) is een Amerikaanse muzikale fantasyfilm uit 2024, geregisseerd door Jon M. Chu en geschreven door Winnie Holzman. Het is de eerste van een tweedelige verfilming van de gelijknamige musical van Stephen Schwartz en Holzman, die op zijn beurt gebaseerd was op de gelijknamige roman uit 1995 van Gregory Maguire en personages uit de roman van L. Frank Baum uit 1900, de De tovenaar van Oz. De hoofdrollen worden vertolkt door Cynthia Erivo en Ariana Grande.

## Verhaal
Het verhaal speelt zich af in het Land van Oz, voor de aankomst van Dorothy Gale uit de Amerikaanse staat Kansas, en volgt de groene Elphaba (Cynthia Erivo) en haar pad om uiteindelijk de "Boze Heks van het Westen" te worden, naast een onwaarschijnlijke vriendschap en latere rivaliteit met haar klasgenoot Galinda (Ariana Grande) die later "Glinda de Goede" wordt.

## Rolverdeling
| Personage                                    | Acteur               | Nederlandse stem                                                                   | Vlaamse stem             |
| -------------------------------------------- | -------------------- | ---------------------------------------------------------------------------------- | ------------------------ |
| Elphaba Thropp                               | Cynthia Erivo        | Gaia Aikman                                                                        | Sandrine Van Handenhoven |
| Galinda Upland (Glinda Opperland)            | Ariana Grande        | Vajèn van den Bosch                                                                | Ianthe Tavernier         |
| Madame Morrible (Madam Akaber)               | Michelle Yeoh        | Cystine Carreon                                                                    | Anne Mie Gils            |
| Wonderful Wizard van Oz (De Tovenaar van Oz) | Jeff Goldblum        | Kees Boot                                                                          | Johan De Paepe           |
| Fiyero Tigelaar                              | Jonathan Bailey      | Jim Bakkum                                                                         | Michiel De Meyer         |
| Boq Woodsman (Moq)                           | Ethan Slater         | Joey Schalker                                                                      | Stijn Proesmans          |
| Nessarose Thropp                             | Marissa Bode         | Danique Graanoogst                                                                 | Lien Van Den Bossche     |
| Pfannee                                      | Bowen Yang           | Freek Bartels                                                                      | Leonard Santos           |
| ShenShen                                     | Bronwyn James        | Pip Pellens                                                                        | Jozefien Grossen         |
| Miss Coddle (Juffrouw Coddle)                | Keala Settle         | Jacqueline Blom                                                                    | Ruth Beeckmans           |
| Dokter Dillamond (stem)                      | Peter Dinklage       | Jon van Eerd                                                                       | Frank Hoelen             |
| Frexspar Thropp (Gouverneur Thropp)          | Andy Nyman           | Dennis Willekens                                                                   | Nordin De Moor           |
| Melena Thropp (Mevrouw Thropp)               | Courtney-Mae Briggs  | Carolina Dijkhuizen                                                                | Chantal Kashala          |
| Wiz-O-Mania Verteller                        | Michael McCorry Rose | Tony Neef                                                                          | Tim Stuart               |
| Wiz-O-Mania Super Ster                       | Kristin Chenoweth    | Chantal Janzen                                                                     | Astrid Stockman          |
| Wiz-O-Mania Super Ster                       | Idina Menzel         | Willemijn Verkaik                                                                  | Elke Buyle               |
| Mannelijk Ensemble                           |                      | The Dutch Tenors                                                                   | Tim Stuart               |
| Vrouwelijk Ensemble                          |                      | Roos van der Waerden, Bente van den Brand, Barbe van den Brand, Talita Angwarmasse |                          |

## Productie
In 2003 kwam de Broadwaymusical Wicked uit waarvan de tekst en muziek werd geschreven door Stephen Schwartz en het script door Winnie Holzman. Het verhaal is gebaseerd op de roman Wicked: The Life and Times of the Wicked Witch of the West geschreven door Gregory Maguire. Wicked won heel wat prijzen, waaronder drie Tony Awards en werd uitgevoerd in meer dan 100 steden in 16 landen over de hele wereld (VS, Canada, Groot-Brittannië, Ierland, Japan, Duitsland, Nederland, Australië, Nieuw-Zeeland, Singapore, Zuid-Korea, de Filipijnen, Mexico, Brazilië, Zwitserland en China) en is vertaald in zes talen: Japans, Duits, Nederlands, Spaans, Koreaans en Portugees.
In een interview uit 2009 verklaarde Maguire dat hij de rechten aan ABC had verkocht om een onafhankelijke, niet-muzikale tv-adaptatie van Wicked te maken. De volgende jaren verschenen heel wat namen van mogelijke hoofdrolspeelsters en andere medewerkers. Op 31 augustus 2018 zette Universal de film in de wacht vanwege productieplanning en gaf de verfilming van de musical Cats de releasedatum in 2019 die voorheen voorzien was voor de film Wicked.
Op 2 februari 2021 werd aangekondigd dat Jon M. Chu de regie zou overnemen. In augustus werd Alice Brooks bevestigd als director of photography van de film, nadat ze eerder met Chu had samengewerkt aan de filmversie van In the Heights. In november 2021 werden Ariana Grande en Cynthia Erivo gecast als respectievelijk Glinda en Elphaba. In juni 2022 bevestigde Chu de aanwerving van Nathan Crowley als production designer. Op 26 april 2022 kondigde Chu aan dat de adaptatie in twee delen zal worden gefilmd, Wicked en Wicked Part Two, omdat het tijdens de productievoorbereiding duidelijk werd dat het onmogelijk was om het verhaal van 'Wicked' in een enkele film te verwerken zonder er schade aan toe te brengen.

### Filmopnames
Op 18 juli 2022 werd aangekondigd dat de repetities in augustus zouden beginnen en dat de filmopnames in november van start gingen in de Sky Studios Elstree in het Verenigd Koninkrijk. In september 2022 werd aangegeven dat er buiten zou worden gefilmd in Ivinghoe, in het graafschap Buckinghamshire. De buitenopnames waren gepland tussen 6 april 2023 en 14 juli 2023, en zouden eindigen op 25 juli 2023, voordat het filmen werd opgeschort van 13 juli 2023 tot 8 november 2023 vanwege de SAG-AFTRA-staking van 2023. Het filmen werd hervat op 24 januari 2024 en eindigde op 26 januari.

### Muziek
De soundtrackalbums voor zowel Wicked als Wicked Part Two worden uitgebracht door Republic Records en Verve Records, de platenlabels van respectievelijk Grande en Erivo. De filmmuziek werd gecomponeerd door John Powell.

## Release en ontvangst
Wicked ging op 3 november 2024 in première in Sydney, Australië. De film, waarvan de datum werd verplaatst van 27 november om concurrentie met Moana 2 te vermijden, ging op 22 november 2024 in première in de Amerikaanse bioscopen naast Gladiator II. Dit leidde tot speculaties of het samen uitbrengen van de twee films zou kunnen resulteren in een scenario dat vergelijkbaar was met het Barbenheimer-fenomeen als gevolg van de release van de films Barbie en Oppenheimer samen op 21 juli 2023. De film werd genomineerd voor vier Golden Globes, waaronder die voor beste film (musical of komedie).
De film kreeg overwegend positieve kritieken van de filmcritici, met een score van 88% op Rotten Tomatoes, gebaseerd op 386 beoordelingen. De twee hoofdrolspelers, Cynthia Erivo en Ariana Grande, werden door sommige media al getipt voor de komende Oscar-nominaties.

### Kassaopbrengsten
Wicked ging in de Amerikaanse bioscopen in première naast Gladiator II met de verwachting van een bruto-opbrengst in het openingsweekend van 100 à 110 miljoen Amerikaanse dollars in 3888 bioscopen. De film bracht uiteindelijk 114 miljoen dollar op in zijn openingsweekend en eindigde daarmee op de eerste plaats aan de kassa. Op 24 november 2024 had de film, samen met de opbrengst van 50,2 miljoen dollar in de andere gebieden, een totale opbrengst van 164,2 miljoen dollar.
Eind december 2024 werd bekend gemaakt dat Wicked de meest succesvolle musicalverfilming ooit is. De totale opbrengst wordt geschat op 634,4 miljoen dollar (bijna 610 miljoen euro). Daarmee overtreft de film de opbrengst van de ABBA-film Mamma Mia! 

## Vervolg
De release van het tweede deel Wicked: For Good staat gepland voor 21 november 2025.

## Prijzen en nominaties
De belangrijkste:
| Jaar | Prijs                   | Categorie                                      | Genomineerde(n)                                                           | Uitslag     |
| ---- | ----------------------- | ---------------------------------------------- | ------------------------------------------------------------------------- | ----------- |
| 2025 | Academy Awards (Oscars) | Beste film                                     | Beste film                                                                | Genomineerd |
| 2025 | Academy Awards (Oscars) | Beste vrouwelijke hoofdrol                     | Cynthia Erivo                                                             | Genomineerd |
| 2025 | Academy Awards (Oscars) | Beste vrouwelijke bijrol                       | Ariana Grande                                                             | Genomineerd |
| 2025 | Academy Awards (Oscars) | Beste montage                                  | Myron Kerstein                                                            | Genomineerd |
| 2025 | Academy Awards (Oscars) | Beste productieontwerp                         | Nathan Crowley en Lee Sandales                                            | Gewonnen    |
| 2025 | Academy Awards (Oscars) | Beste originele muziek                         | John Powell en Stephen Schwartz                                           | Genomineerd |
| 2025 | Academy Awards (Oscars) | Beste geluid                                   | Simon Hayes, Nancy Nugent Title, Jack Dolman, Andy Nelson en John Marquis | Genomineerd |
| 2025 | Academy Awards (Oscars) | Beste visuele effecten                         | Pablo Helman, Jonathan Fawkner, David Shirk en Paul Corbould              | Genomineerd |
| 2025 | Academy Awards (Oscars) | Beste kostuumontwerp                           | Paul Tazewell                                                             | Gewonnen    |
| 2025 | Academy Awards (Oscars) | Beste grime en haarstijl                       | Frances Hannon, Laura Blount en Sarah Nuth                                | Genomineerd |
| 2025 | Golden Globes           | Beste film - musical of komedie                | Beste film - musical of komedie                                           | Genomineerd |
| 2025 | Golden Globes           | Beste actrice in een film – musical of komedie | Cynthia Erivo                                                             | Genomineerd |
| 2025 | Golden Globes           | Beste vrouwelijke bijrol in een film           | Ariana Grande                                                             | Genomineerd |
| 2025 | Golden Globes           | "Cinematic and Box Office Achievement"         | "Cinematic and Box Office Achievement"                                    | Gewonnen    |